# Zhu De

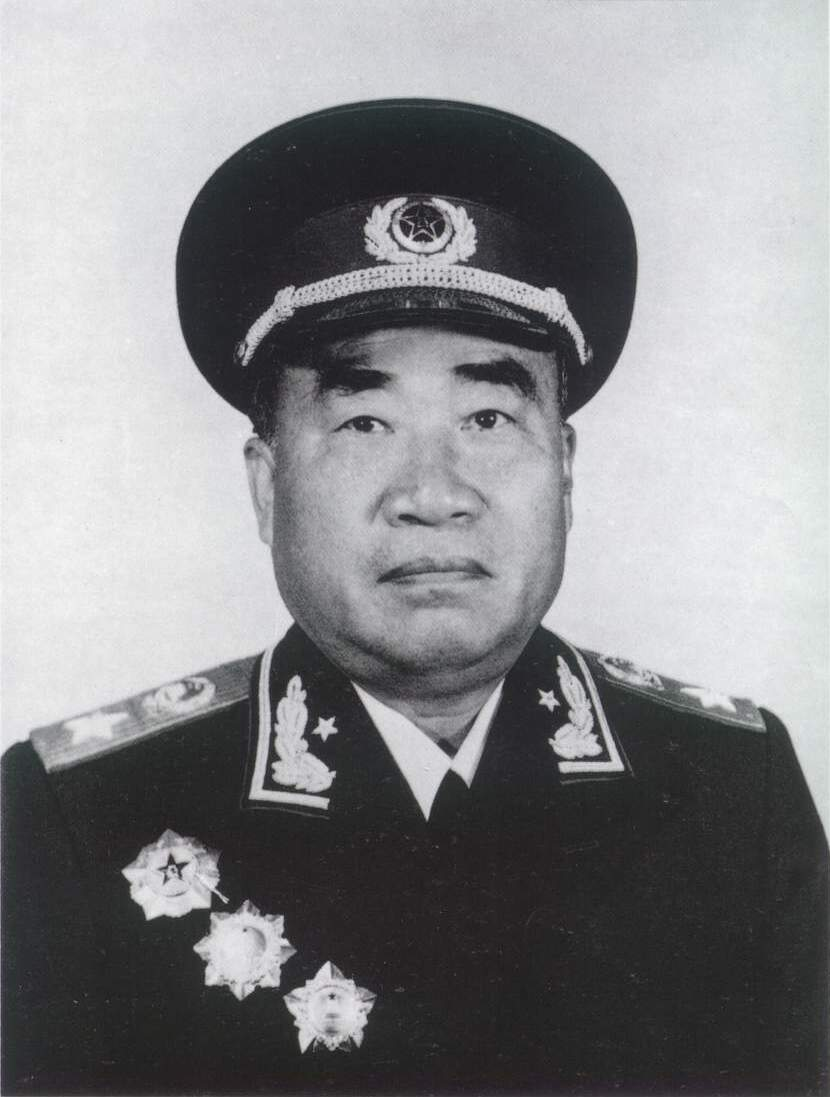
Zhu De
(1955)

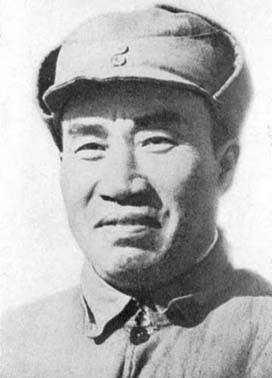
Zhu De
(1930's)

Zhu De (Chinees: 朱德; pinyin: Zhū Dé) (Sichuan, 1 december 1886 – Peking, 6 juli 1976), was staatshoofd van de Volksrepubliek China en militaire leider van de Communistische Partij van China.
Zhu De studeerde begin jaren 1920 in Duitsland en kwam dan terug naar China om een Kwomintang-regiment te leiden (hij hield zijn banden met de communisten geheim); later voegde hij dit regiment bij de troepen die Mao Zedong al in zijn sovjetstaat in de Jinggang-bergketen had zitten. Zo bouwde hij samen met Mao het Chinese Rode Leger uit tot een guerillamacht die later aan de Lange Mars zou beginnen om de bedreiging van de Kwomintang-leider Chiang Kai-shek uit de weg te gaan, en nog later het militaire apparaat van de Communistische Partij werd.
Tijdens de Tweede Chinees-Japanse Oorlog was Zhu De leidende commandant van het Rode Leger, om dan in 1949 commandant van het uit het Rode Leger voortgekomen Volksbevrijdingsleger te worden. Hij was eveneens de vicevoorzitter en een van de vijf leden van het Permanent Comité wat wilde zeggen dat hij een van de vijf machtigste mannen was in het China van die tijd. Zhu De werd in 1966 ontslagen uit die functie maar dan in april 1969 weer geïnstalleerd als lid van het Politbureau. In 1971 werd hij weer geïnstalleerd als voorzitter van het Permanent Comité. Toen hij achteraan in de 80 was stopte hij met publiek actief te zijn en ging met pensioen.
Zhu De stierf op 6 juli 1976 op 89-jarige leeftijd, twee maanden voor Mao Zedong en zes maanden na Zhou Enlai.

## De vijf leden van het Permanent Comité van 1949
- Mao Zedong
- Zhou Enlai
- Zhu De
- Chen Yun
- Liu Shaoqi

- Bibliothèque nationale de France: cb12210864f (data)
- CiNii: DA08265971
- Gemeinsame Normdatei: 118666177
- International Standard Name Identifier: 0000 0003 6090 2885
- Library of Congress Control Number: n81127474
- Nationale Bibliotheek van Letland: 000224277
- National Archives and Records Administration: 10570330
- Bibliotheek van het Japanse parlement: 00623840
- Nationale Bibliotheek van Tsjechië: jx20140612006
- Nationale bibliotheek van Australië: 36607882
- Nationale Bibliotheek van Israël: 987007259730505171
- Nationale Bibliotheek van Polen: a0000002124094
- Nederlandse Thesaurus van Auteursnamen: 140444939
- Réseau des bibliothèques de Suisse occidentale: 02-A000182196
- SNAC: w6j39thw
- Système universitaire de documentation: 03075643X
- Trove: 1324566
- Virtual International Authority File: 222109395
- WorldCat: E39PBJg8GCFRvHptV7fWPTpVmd